# 블랙타운 시티 FC
블랙타운 시티 FC(영어: Blacktown City Football Club)는 오스트레일리아 블랙타운을 연고로 하는 오스트레일리아 세미프로 축구단이다. 1953년에 창단된 후 현재 NSW 내셔널 프리미어리그에 참가하고 있다.

## 선수 명단

### 현역
참고: FIFA 자격 규정에 따라 소속된 국가대표팀 국기를 표시합니다. 선수는 복수의 FIFA 비회원국 국적을 가지고 있을 수 있습니다.
| 번호 | 포지션 | 국적   | 이름          |
| ---- | ------ | ------ | ------------- |
| 10   | MF     | 이라크 | 마리오 샤보우 |

| 번호 | 포지션 | 국적 | 이름 |
| ---- | ------ | ---- | ---- |

### 역대
틀:블랙타운 시티 FC 선수 명단